# 엘름 우드 초등학교
엘름 우드 초등학교(Elm Wood Primary School)는 영국 잉글랜드 지방 런던에 있는 사립 초등학교이다. 이 학교는 1929년 첫 개교되었다.